# Габерово (област Хасково)
 За другото българско село вижте Габерово (Област Бургас).  
Габерово е село в Южна България. То се намира в община Маджарово, област Хасково.

## История
Селото е заселено по време на Балканската война 1913 година от избягали тракийци от Одринска Тракия. До 1912 г. селото е носило името Гюрген (на български Габър). Жителите му са били турци, които по време на Балканската война са изселени, до известна степен насила. В книгата си „Разорението на тракийските българи“, проф. Любомир Милетич споменава, че българи от съседни села са убили известно число турци от Гюрген по време на войната. След 1912 г. селото е опустяло. След 1918 г. е заселено с бежанци от Одринска Тракия. Признато е от населена местност за село с указ № 162 от 08.04.1931 г. под име Габрево. Името му е осъвременено на Габерово с указ 960 (обн. 4 януари 1966 г.).

## Културни и природни забележителности
В землището на селото е обявена защитена местност "Гюргена", с цел опазване на редки видове растения (родопска горска майка, пеперудоцветен салеп), земноводни, влечуги (голям стрелец, шипоопашата костенурка), птици (черен щъркел, египетски лешояд) и бозайници (прилепи - голям подковонос, южен подковонос и трицветен нощник). 
В близост до селото се намира римско кале. 

## Редовни събития
Всяка година се провежда събор на 24 май в местността Хисаря, който е под патронажа на Община Маджарово и фирма ПИМ – Хасково.